# Гидроселенат калия
Гидроселенат калия — неорганическое соединение,
кислая соль калия и селеновой кислоты с формулой KHSeO4,
бесцветные кристаллы,
растворяется в воде.

## Физические свойства
Гидроселенат калия образует бесцветные кристаллы
триклинной сингонии,
пространственная группа P 1,
параметры ячейки a = 0,5003 нм, b = 0,5726 нм, c = 0,6729 нм, α = 108,95°, β = 107,31°, γ = 91,27°, Z = 2.
Растворяется в воде,
слабо растворяется в этаноле.